# Melodia Ritmo Alegria
Melodia Ritmo Alegria é o terceiro e último álbum da discografia do grupo de Samba-jazz instrumental brasileiro Turma da Gafieira.
Trata-se de uma coletânea musical lançada pelo selo Adiola/Musidisc em 1962 composta por músicas dos dois únicos álbuns de estúdio do grupo.

## Faixas
| Lado A |                 |                                             |                   |         |  |
| N.º    | Título          | Compositor(es)                              | Álbum Original    | Duração |  |
| 1.     | "Tumba Lê Lê"   | Francisco Neto / Nilton Neves / Jarbas Reis | SAMBA em HI-FI    |         |  |
| 2.     | "Vai Com Jeito" | João de Barro                               | SAMBA em HI-FI    |         |  |
| 3.     | "Conceição"     | Jair Amorim / Valdemar de Abreu "Dunga"     | SAMBA em HI-FI    |         |  |
| 4.     | "Viva o Samba"  | Altamiro Carrilho                           | Turma da Gafieira |         |  |
| 5.     | "Rosa Morena"   | Dorival Caymmi                              | SAMBA em HI-FI    |         |  |

| Lado B |                    |                                           |                   |         |  |
| N.º    | Título             | Compositor(es)                            | Álbum Original    | Duração |  |
| 6.     | "Jarro da Saudade" | Mirabeau / Daniel Barbosa / Geraldo Blota | SAMBA em HI-FI    |         |  |
| 7.     | "Maracangalha"     | Dorival Caymmi                            | SAMBA em HI-FI    |         |  |
| 8.     | "Meu Sonho É Você" | Altamiro Carrilho / Átila Nunes           | Turma da Gafieira |         |  |
| 9.     | "Samba de Morro"   | Altamiro Carrilho                         | Turma da Gafieira |         |  |
| 10.    | "Samba de Pádua"   | Altamiro Carrilho / Irany de Oliveira     | Turma da Gafieira |         |  |

## Créditos Musicais
| Músicas do álbum Turma da Gafieira - Sivuca - Acordeom - Luiz Marinho - Contrabaixo - Edison Machado - Bateria - Nestor Campos - Guitarra - Zequinha Marinho - Piano - João Leal Brito Britinho - Piano - Raul de Souza - Trombone - Altamiro Carrilho - Flauta - Maestro Cipó - Saxofone - Zé Bodega - Saxofone - Maurílio Santos - Trompete | Músicas do álbum SAMBA em HI-FI - Maestro Cipó - Saxofone - Altamiro Carrilho - Flauta - Baden Powell - Violão - Sivuca - Acordeom - Edison Machado - Bateria |